# The Supremes/Diskografie
Diese Diskografie ist eine Übersicht über die musikalischen Werke der US-amerikanischen Pop- und Soulband The Supremes. Den Quellenangaben zufolge hat sie bisher mehr als 20 Millionen Tonträger verkauft, davon alleine in ihrer Heimat über 7,6 Millionen. Ihre erfolgreichsten Veröffentlichungen sind die Singles Someday We’ll Be Together und I’m Gonna Make You Love Me mit je über eine Million verkauften Einheiten.

## Alben

### Studioalben
| Jahr | Titel Musiklabel Katalog-Nr.                                   | Höchstplatzierung, Gesamtwochen, AuszeichnungChartplatzierungen (Jahr, Titel, Musiklabel Katalog-Nr., Platzierungen, Wochen, Auszeichnungen, Anmerkungen) | Höchstplatzierung, Gesamtwochen, AuszeichnungChartplatzierungen (Jahr, Titel, Musiklabel Katalog-Nr., Platzierungen, Wochen, Auszeichnungen, Anmerkungen) | Höchstplatzierung, Gesamtwochen, AuszeichnungChartplatzierungen (Jahr, Titel, Musiklabel Katalog-Nr., Platzierungen, Wochen, Auszeichnungen, Anmerkungen) | Höchstplatzierung, Gesamtwochen, AuszeichnungChartplatzierungen (Jahr, Titel, Musiklabel Katalog-Nr., Platzierungen, Wochen, Auszeichnungen, Anmerkungen) | Anmerkungen |
| Jahr | Titel Musiklabel Katalog-Nr.                                   | DE | UK | US | R&B | Anmerkungen |
| ---- | -------------------------------------------------------------- | --- | --- | --- | --- | --- |
| 1962 | Meet the Supremes Motown 606                                   | — | UK13 (6 Wo.)UK | — | — | Erstveröffentlichung: 9. Dezember 1962 Produzenten: Berry Gordy, William Robinson |
| 1964 | Where Did Our Love Go Motown 621                               | DE33 (8 Wo.)DE | — | US2 (89 Wo.)US | R&B1 (10 Wo.)R&B | Erstveröffentlichung: 31. August 1964 Produzenten: Brian Holland, Lamont Dozier |
| 1964 | A Bit of Liverpool Motown 623                                  | — | — | US21 (21 Wo.)US | R&B5 (5 Wo.)R&B | Erstveröffentlichung: 16. Oktober 1964 Produzenten: Berry Gordy, Hal Davis, Marc Gordon                                                                                                 |
| 1965 | Sing Country Western & Pop Motown 625                          | — | — | US79 (8 Wo.)US | — | Erstveröffentlichung: 22. Februar 1965 Produzenten: Clarence Paul, Lawrence Horn |
| 1965 | We Remember Sam Cooke Motown 629                               | — | — | US75 (19 Wo.)US | R&B5 (6 Wo.)R&B | Erstveröffentlichung: 12. April 1965 Produzenten: Hal Davis, Marc Gordon, Harvey Fuqua                                                                                                  |
| 1965 | More Hits by the Supremes Motown 627                           | — | — | US6 (37 Wo.)US | R&B2 (19 Wo.)R&B | Erstveröffentlichung: 23. Juli 1965 Produzenten: Brian Holland, Lamont Dozier |
| 1966 | I Hear a Symphony Motown 643                                   | — | UK— SilberUK | US8 (55 Wo.)US | R&B1 (19 Wo.)R&B | Erstveröffentlichung: 18. Februar 1966 Produzenten: Brian Holland, Lamont Dozier |
| 1966 | The Supremes A’ Go-Go Motown 649                               | — | UK15 (21 Wo.)UK | US1 (60 Wo.)US | R&B1 (35 Wo.)R&B | Erstveröffentlichung: 25. August 1966 Produzenten: Brian Holland, Lamont Dozier |
| 1967 | Sing Holland–Dozier–Holland (US) / Sing Motown (UK) Motown 650 | — | UK15 (16 Wo.)UK | US6 (29 Wo.)US | R&B1 (24 Wo.)R&B | Erstveröffentlichung: 23. Januar 1967 Produzenten: Brian Holland, Lamont Dozier |
| 1967 | Sing Rodgers & Hart Motown 659                                 | — | UK25 (7 Wo.)UK | US20 (19 Wo.)US | R&B3 (18 Wo.)R&B | Erstveröffentlichung: 22. Mai 1967 Produzenten: Berry Gordy, Gil Askey |
| 1968 | Reflections Motown 665                                         | — | UK30 (2 Wo.)UK | US18 Gold · (29 Wo.)US | R&B3 (28 Wo.)R&B | Erstveröffentlichung: 25. März 1968 Diana Ross and the Supremes Produzenten: Brian Holland, Lamont Dozier                                                                               |
| 1968 | Sing and Perform “Funny Girl” Motown 672                       | — | — | US150 (12 Wo.)US | R&B45 (6 Wo.)R&B | Erstveröffentlichung: 26. August 1968 Diana Ross and the Supremes Produzenten: Berry Gordy, Gil Askey                                                                                   |
| 1968 | Join the Temptations Motown 679                                | — | UK1 (15 Wo.)UK | US2 (32 Wo.)US | R&B1 (32 Wo.)R&B | Erstveröffentlichung: 8. November 1968 Diana Ross and the Supremes mit The Temptations Produzent: Frank Wilson                                                                          |
| 1968 | Love Child Motown 670                                          | — | UK13 (3 Wo.)UK | US14 (21 Wo.)US | R&B3 (24 Wo.)R&B | Erstveröffentlichung: 13. November 1968 Diana Ross and the Supremes |
| 1968 | TCB Motown 682                                                 | — | UK11 (12 Wo.)UK | US1 Gold · (34 Wo.)US | R&B1 (28 Wo.)R&B | Erstveröffentlichung: 2. Dezember 1968 Diana Ross and the Supremes mit The Temptations Soundtrack zum NBC-TV-Special Takin’ Care of Business Produzenten: Ed Friendly, George Schlatter |
| 1969 | Let the Sunshine In Motown 689                                 | — | — | US24 (18 Wo.)US | R&B7 (17 Wo.)R&B | Erstveröffentlichung: 26. Mai 1969 Diana Ross and the Supremes |
| 1969 | Together Motown 692                                            | — | UK28 (4 Wo.)UK | US28 (18 Wo.)US | R&B6 (21 Wo.)R&B | Erstveröffentlichung: 23. September 1969 Diana Ross and the Supremes mit The Temptations Produzent: Frank Wilson                                                                        |
| 1969 | Cream of the Crop Motown 694                                   | — | UK34 (4 Wo.)UK | US33 (20 Wo.)US | R&B3 (27 Wo.)R&B | Erstveröffentlichung: 3. November 1969 Diana Ross and the Supremes Produzenten: Johnny Bristol, Berry Gordy                                                                             |
| 1969 | On Broadway Motown 699                                         | — | — | US38 (12 Wo.)US | R&B4 (15 Wo.)R&B | Erstveröffentlichung: 7. November 1969 Diana Ross and the Supremes mit The Temptations Produzenten: Motown Productions, Inc.                                                            |
| 1970 | Right On Motown 705                                            | — | — | US25 (19 Wo.)US | R&B4 (21 Wo.)R&B | Erstveröffentlichung: 26. April 1970 Produzenten: Frank Wilson, Clay MacMurray, Ivy Jo Hunter                                                                                           |
| 1970 | The Magnificent 7 Motown 717                                   | — | UK6 (11 Wo.)UK | US113 (16 Wo.)US | R&B18 (19 Wo.)R&B | Erstveröffentlichung: September 1970 mit The Four Tops Produzenten: Ashford & Simpson                                                                                                   |
| 1970 | New Ways but Love Stays Motown 720                             | — | — | US68 (17 Wo.)US | R&B12 (20 Wo.)R&B | Erstveröffentlichung: Oktober 1970 Produzent: Frank Wilson |
| 1971 | Touch Motown 737                                               | — | UK40 (1 Wo.)UK | US85 (10 Wo.)US | R&B8 (13 Wo.)R&B | Erstveröffentlichung: Juni 1971 Produzent: Frank Wilson |
| 1971 | The Return of the Magnificent Seven Motown 736                 | — | — | — | R&B18 (6 Wo.)R&B | Erstveröffentlichung: Juli 1971 mit The Four Tops Produzenten: Ashford & Simpson, Clay McMurray, Duke Browner                                                                           |
| 1971 | Dynamite Motown 745                                            | — | — | US160 (6 Wo.)US | R&B21 (4 Wo.)R&B | Erstveröffentlichung: Dezember 1971 mit The Four Tops Produzent: Frank Wilson |
| 1972 | Floy Joy Motown 751                                            | — | — | US54 (15 Wo.)US | R&B12 (12 Wo.)R&B | Erstveröffentlichung: Mai 1972 Produzent: Smokey Robinson |
| 1972 | The Supremes Produced and Arranged by Jimmy Webb Motown 756    | — | — | US129 (21 Wo.)US | R&B27 (13 Wo.)R&B | Erstveröffentlichung: November 1972 Produzent: Jimmy Webb |
| 1975 | The Supremes Motown 828                                        | — | — | — | R&B25 (9 Wo.)R&B | Erstveröffentlichung: Juni 1975 |
| 1976 | High Energy Motown 863                                         | — | — | US42 (15 Wo.)US | R&B24 (12 Wo.)R&B | Erstveröffentlichung: April 1976 Produzenten: Holland–Dozier–Holland |
| 1976 | Mary, Scherrie & Susaye Motown 873                             | — | — | — | — | Erstveröffentlichung: Dezember 1976 |

grau schraffiert: keine Chartdaten aus diesem Jahr verfügbar

### Livealben
| Jahr | Titel Musiklabel Katalog-Nr.                 | Höchstplatzierung, Gesamtwochen, AuszeichnungChartplatzierungen (Jahr, Titel, Musiklabel Katalog-Nr., Platzierungen, Wochen, Auszeichnungen, Anmerkungen) | Höchstplatzierung, Gesamtwochen, AuszeichnungChartplatzierungen (Jahr, Titel, Musiklabel Katalog-Nr., Platzierungen, Wochen, Auszeichnungen, Anmerkungen) | Höchstplatzierung, Gesamtwochen, AuszeichnungChartplatzierungen (Jahr, Titel, Musiklabel Katalog-Nr., Platzierungen, Wochen, Auszeichnungen, Anmerkungen) | Höchstplatzierung, Gesamtwochen, AuszeichnungChartplatzierungen (Jahr, Titel, Musiklabel Katalog-Nr., Platzierungen, Wochen, Auszeichnungen, Anmerkungen) | Anmerkungen                                                                    |
| Jahr | Titel Musiklabel Katalog-Nr.                 | DE | UK | US | R&B | Anmerkungen                                                                    |
| ---- | -------------------------------------------- | --- | --- | --- | --- | ------------------------------------------------------------------------------ |
| 1965 | The Supremes at the Copa Motown 636          | — | — | US11 (54 Wo.)US | R&B2 (20 Wo.)R&B | Erstveröffentlichung: 1. November 1965 Produzenten: Berry Gordy, Lawrence Horn |
| 1968 | Live at London’s Talk of the Town Motown 676 | — | UK6 (18 Wo.)UK | US21 (18 Wo.)US | R&B22 (20 Wo.)R&B | Erstveröffentlichung: 26. August 1968 Diana Ross and the Supremes              |
| 1970 | Farewell Motown 708                          | — | — | US46 (18 Wo.)US | R&B31 (15 Wo.)R&B | Erstveröffentlichung: 13. April 1970 Diana Ross and the Supremes               |

Weitere Livealben
- 1973: In Japan!

### Kompilationen
| Jahr | Titel Musiklabel Katalog-Nr.                                                          | Höchstplatzierung, Gesamtwochen, AuszeichnungChartplatzierungen (Jahr, Titel, Musiklabel Katalog-Nr., Platzierungen, Wochen, Auszeichnungen, Anmerkungen) | Höchstplatzierung, Gesamtwochen, AuszeichnungChartplatzierungen (Jahr, Titel, Musiklabel Katalog-Nr., Platzierungen, Wochen, Auszeichnungen, Anmerkungen) | Höchstplatzierung, Gesamtwochen, AuszeichnungChartplatzierungen (Jahr, Titel, Musiklabel Katalog-Nr., Platzierungen, Wochen, Auszeichnungen, Anmerkungen) | Höchstplatzierung, Gesamtwochen, AuszeichnungChartplatzierungen (Jahr, Titel, Musiklabel Katalog-Nr., Platzierungen, Wochen, Auszeichnungen, Anmerkungen) | Anmerkungen                                                                   |
| Jahr | Titel Musiklabel Katalog-Nr.                                                          | DE | UK | US | R&B | Anmerkungen                                                                   |
| ---- | ------------------------------------------------------------------------------------- | --- | --- | --- | --- | ----------------------------------------------------------------------------- |
| 1967 | Greatest Hits Motown 663 (2)                                                          | — | UK1 (69 Wo.)UK | US1 (89 Wo.)US | R&B1 (58 Wo.)R&B | Erstveröffentlichung: 29. August 1967 Diana Ross and the Supremes             |
| 1970 | Greatest Hits Vol. 3 Motown 702                                                       | — | — | US31 (25 Wo.)US | R&B5 (21 Wo.)R&B | Erstveröffentlichung: 18. Dezember 1969 Diana Ross and the Supremes           |
| 1970 | Greatest Hits Vol. 2 Tamla Motown STML 11146                                          | — | UK29 (4 Wo.)UK | — | — | Erstveröffentlichung: 1969 Diana Ross and the Supremes                        |
| 1974 | Anthology 1962–1969 Motown 794                                                        | — | — | US66 Gold · (15 Wo.)US | R&B24 (8 Wo.)R&B | Erstveröffentlichung: Mai 1974 Diana Ross and the Supremes                    |
| 1977 | 20 Golden Greats Motown 062-99279                                                     | — | UK1 (35 Wo.)UK | — | — | Erstveröffentlichung: September 1977 Diana Ross and the Supremes              |
| 1980 | Their Greatest Hits Arcade ADE G 122                                                  | DE14 (10 Wo.)DE | — | — | — | Erstveröffentlichung: November 1980 Diana Ross and the Supremes               |
| 1986 | 25th Anniversary Motown 5381ML3                                                       | — | — | US176 (17 Wo.)US | R&B61 (16 Wo.)R&B | Erstveröffentlichung: Mai 1986 Diana Ross and the Supremes                    |
| 1989 | Love Supreme Motown ZL72701                                                           | — | UK10 Silber · (7 Wo.)UK | — | — | Erstveröffentlichung: Januar 1989 Diana Ross and the Supremes                 |
| 1998 | 40 Golden Motown Greats Polygram, Motown 530 961-2                                    | — | UK35 Gold · (6 Wo.)UK | — | — | Erstveröffentlichung: Oktober 1998 Diana Ross and the Supremes                |
| 2004 | The No. 1’s Motown B0001368-02                                                        | — | UK15 Platin · (15 Wo.)UK | US72 (5 Wo.)US | R&B53 (2 Wo.)R&B | Erstveröffentlichung: Februar 2004 Diana Ross and the Supremes                |
| 2009 | The Definitive Collection Motown B0011732-02                                          | — | — | US142 (1 Wo.)US | — | Erstveröffentlichung: März 2009 Diana Ross and the Supremes                   |
| 2010 | Icon: Diana Ross & the Supremes Motown B0014573-02                                    | — | — | — | R&B86 (5 Wo.)R&B | Erstveröffentlichung: September 2010 Diana Ross and the Supremes              |
| 2013 | The Best of Diana Ross & the Supremes: 20th Century Masters: The Millenium Collection | — | — | US200 (1 Wo.)US | — | Erstveröffentlichung: August 2013 Diana Ross and the Supremes                 |
| 2020 | Essential Universal 10252898                                                          | — | UK49 (1 Wo.)UK | — | — | Erstveröffentlichung: 7. August 2020 Diana Ross and the Supremes; 3-CD-Boxset |

Weitere Kompilationen
- 1970: Super Supremes
- 1972: It’s Happening! (Splitalbum mit Neil Diamond; je 5 Tracks)
- 1973: Baby Love
- 1974: Greatest Hits
- 1974: Anthology Part 2
- 1975: Sessions Presents Diana Ross & the Supremes
- 1975: Super Supremes (2 LPs)
- 1976: Stop! In the Name of Love
- 1977: Diana Ross & the Supremes and the Temptations (mit The Temptations)
- 1977: Super 20 Hits
- 1977: Motown Legends (mit The Temptations)
- 1978: Greatest Hits (2 LPs)
- 1978: The Supremes at Their Best
- 1979: Stoned Love
- 1980: 1961–1964 Early Years
- 1980: Diana Ross & the Supremes
- 1982: Motown Legends
- 1983: Great Songs and Performances That Inspired the Motown 25th Anniversary T. V. Special
- 1983: Portrait (2 LPs)
- 1983: Compact Command Performances: 20 Greatest Hits
- 1986: 25th Anniversary Volume 2
- 1987: Every Great #1 Hit
- 1987: The Never-Before-Released Masters
- 1987: The Supremes: 1963–1969
- 1988: Supreme Moments
- 1989: You Keep Me Hangin’ On
- 1989: Come See About Me
- 1989: I Hear a Symphony
- 1989: Motown Vintage Gold (Minialbum)
- 1988: Greatest Hits
- 1990: Greatest Hits Volume 2
- 1991: Greatest Hits and Rare Classics
- 1991: Best Of (mit The Four Tops)
- 1993: Motown Classics
- 1993: Motown Legends: Come See About Me
- 1994: Christmas with the Supremes and the Temptations (Splitalbum mit The Temptations; je 5 Tracks)
- 1994: Motown Legends: My World Is Empty Without You
- 1995: The Best of Diana Ross & the Supremes
- 1995: Sounds Like …
- 1996: Baby Love
- 1996: Diana Ross and the Supremes: Early Classics
- 1996: Master Series
- 1997: You Keep Me Hangin’ On (UK: Gold)
- 1997: The Ultimate Collection (UK: Gold)
- 1997: Simply Supreme!
- 1997: The Best of the Supreme Ladies
- 1998: Reflections: The Supremes Hitlist
- 1999: The Best of Diana Ross & the Supremes
- 1999: The Universal Master Collection
- 2000: The Supremes (5 CDs)
- 2000: Songs in the Name of Love
- 2000: More Hits by the Supremes & the Supremes Sing Holland–Dozier–Holland
- 2002: The ’70s Anthology (2 CDs)
- 2003: The Best: Stop! In the Name of Love
- 2004: Joined Together: The Complete Studio Duets (mit The Temptations; 2 CDs)
- 2004: There’s a Place for Us: Unreleased LP & More
- 2005: Gold (2 CDs)
- 2006: Soul Legends
- 2006: This Is the Story, The 70’s Albums, Vol. 1: 1970–1973 The Jean Terrell Years (3 CDs)
- 2007: Love Is in Our Hearts: The Love Collection
- 2008: The Story of the Supremes (2 CDs)
- 2008: Let the Music Play: Supreme Rarities 1960–1969 (Motown Lost & Found) (2 CDs)
- 2009: Love Songs
- 2011: Let Yourself Go, The 70’s Albums, Vol. 2: 1974–1977 The Final Sessions (3 CDs)
- 2011: 50th Anniversary: The Singles Collection 1961–1969 (3 CDs)
- 2012: Baby Love: The Collection
- 2019: All Time Greats (UK: Silber)

## Weihnachtsalben
- 1965: Merry Christmas (Motown 638)

## Singles
| Jahr | Titel Album                                                              | Höchstplatzierung, Gesamtwochen, AuszeichnungChartplatzierungen (Jahr, Titel, Album, Platzierungen, Wochen, Auszeichnungen, Anmerkungen) | Höchstplatzierung, Gesamtwochen, AuszeichnungChartplatzierungen (Jahr, Titel, Album, Platzierungen, Wochen, Auszeichnungen, Anmerkungen) | Höchstplatzierung, Gesamtwochen, AuszeichnungChartplatzierungen (Jahr, Titel, Album, Platzierungen, Wochen, Auszeichnungen, Anmerkungen) | Höchstplatzierung, Gesamtwochen, AuszeichnungChartplatzierungen (Jahr, Titel, Album, Platzierungen, Wochen, Auszeichnungen, Anmerkungen) | Höchstplatzierung, Gesamtwochen, AuszeichnungChartplatzierungen (Jahr, Titel, Album, Platzierungen, Wochen, Auszeichnungen, Anmerkungen) | Höchstplatzierung, Gesamtwochen, AuszeichnungChartplatzierungen (Jahr, Titel, Album, Platzierungen, Wochen, Auszeichnungen, Anmerkungen) | Anmerkungen | [↑]: gemeinsam behandelt mit vorhergehendem Eintrag; [←]: in beiden Charts platziert |
| Jahr | Titel Album                                                              | DE | CH | UK | US | R&B | Dance | Anmerkungen |                                                                                      |
| ---- | ------------------------------------------------------------------------ | --- | --- | --- | --- | --- | --- | --- | ------------------------------------------------------------------------------------ |
| 1962 | Your Heart Belongs to Me Meet the Supremes                               | — | — | — | US95 (3 Wo.)US | — | — | Erstveröffentlichung: 8. Mai 1962 Autor: Smokey Robinson |                                                                                      |
| 1962 | Let Me Go the Right Way Meet the Supremes                                | — | — | — | US90 (6 Wo.)US | R&B26 (1 Wo.)R&B | — | Erstveröffentlichung: 5. November 1962 Autor: Berry Gordy |                                                                                      |
| 1963 | A Breath Taking Guy Where Did Our Love Go                                | — | — | — | US75 (7 Wo.)US | — | — | Erstveröffentlichung: 12. Juli 1963 Autor: Smokey Robinson |                                                                                      |
| 1963 | When the Lovelight Starts Shining Through His Eyes Where Did Our Love Go | — | — | — | US23 (11 Wo.)US | R&B2 (15 Wo.)R&B | — | Erstveröffentlichung: 31. Oktober 1963 Autoren: Holland–Dozier–Holland |                                                                                      |
| 1964 | Run, Run, Run Where Did Our Love Go                                      | — | — | — | US93 (2 Wo.)US | R&B22 (8 Wo.)R&B | — | Erstveröffentlichung: 7. Februar 1964 Autoren: Holland–Dozier–Holland |                                                                                      |
| 1964 | Where Did Our Love Go                                                    | DE16 (14 Wo.)DE | — | UK3 Silber · (14 Wo.)UK | US1 (14 Wo.)US | R&B1 (16 Wo.)R&B | — | Erstveröffentlichung: 17. Juni 1964 Grammy Hall of Fame Platz 475 der Rolling Stone 500 (Liste 2011) Autoren: Holland–Dozier–Holland                                          |                                                                                      |
| 1964 | Baby Love Where Did Our Love Go                                          | DE15 (14 Wo.)DE | — | UK1 Platin · (15 Wo.)UK | US1 Gold · (13 Wo.)US | R&B1 (15 Wo.)R&B | — | Erstveröffentlichung: 17. September 1964 Platz 332 der Rolling Stone 500 (Liste 2011) Autoren: Holland–Dozier–Holland                                                         |                                                                                      |
| 1964 | Come See About Me Where Did Our Love Go                                  | — | — | UK27 (6 Wo.)UK | US1 (14 Wo.)US | R&B2 (9 Wo.)R&B | — | Erstveröffentlichung: 27. Oktober 1964 Autoren: Holland–Dozier–Holland |                                                                                      |
| 1965 | Stop! In the Name of Love More Hits by the Supremes                      | DE3 (14 Wo.)DE | — | UK7 Silber · (14 Wo.)UK | US1 Gold · (12 Wo.)US | R&B2 (14 Wo.)R&B | — | Erstveröffentlichung: 8. Februar 1965 Grammy Hall of Fame / Rock and Roll Hall of Fame Platz 93 der Rolling Stone 500 (Liste 2004) Autoren: Holland–Dozier–Holland            |                                                                                      |
| 1965 | Back in My Arms Again More Hits by the Supremes                          | DE34 (4 Wo.)DE | — | UK40 (5 Wo.)UK | US1 (11 Wo.)US | R&B1 (11 Wo.)R&B | — | Erstveröffentlichung: 15. April 1965 Autoren: Holland–Dozier–Holland |                                                                                      |
| 1965 | Thank You Darling –                                                      | DE18 (8 Wo.)DE | — | — | — | — | — | Erstveröffentlichung: Mai 1965 Autoren: Fini Busch, Werner Scharfenberger |                                                                                      |
| 1965 | Nothing but Heartaches More Hits by the Supremes                         | — | — | — | US11 (9 Wo.)US | R&B6 (10 Wo.)R&B | — | Erstveröffentlichung: 16. Juli 1965 Autoren: Holland–Dozier–Holland |                                                                                      |
| 1965 | I Hear a Symphony                                                        | — | — | UK39 (5 Wo.)UK | US1 (10 Wo.)US | R&B2 (13 Wo.)R&B | — | Erstveröffentlichung: 6. Oktober 1965 Autoren: Holland–Dozier–Holland |                                                                                      |
| 1966 | My World Is Empty Without You I Hear a Symphony                          | — | — | — | US5 (11 Wo.)US | R&B10 (10 Wo.)R&B | — | Erstveröffentlichung: 29. Dezember 1965 Autoren: Holland–Dozier–Holland |                                                                                      |
| 1966 | Love Is Like an Itching in My Heart The Supremes A’ Go-Go                | — | — | — | US9 (8 Wo.)US | R&B7 (10 Wo.)R&B | — | Erstveröffentlichung: 8. April 1966 Autoren: Holland–Dozier–Holland |                                                                                      |
| 1966 | You Can’t Hurry Love The Supremes A’ Go-Go                               | — | — | UK3 Platin · (12 Wo.)UK | US1 (13 Wo.)US | R&B1 (13 Wo.)R&B | — | Erstveröffentlichung: 25. Juli 1966 Rock and Roll Hall of Fame Autoren: Holland–Dozier–Holland                                                                                |                                                                                      |
| 1966 | You Keep Me Hangin’ On Sing Holland–Dozier–Holland                       | — | — | UK8 Silber · (11 Wo.)UK | US1 (12 Wo.)US | R&B1 (13 Wo.)R&B | — | Erstveröffentlichung: 12. Oktober 1966 Grammy Hall of Fame Platz 348 der Rolling Stone 500 (Liste 2011) Autoren: Holland–Dozier–Holland                                       |                                                                                      |
| 1967 | Love Is Here and Now You’re Gone Sing Holland–Dozier–Holland             | — | — | UK17 (10 Wo.)UK | US1 (11 Wo.)US | R&B1 (11 Wo.)R&B | — | Erstveröffentlichung: 11. Januar 1967 Autoren: Holland–Dozier–Holland |                                                                                      |
| 1967 | The Happening Greatest Hits                                              | — | — | UK6 (12 Wo.)UK | US1 (11 Wo.)US | R&B12 (8 Wo.)R&B | — | Erstveröffentlichung: 20. März 1967 aus dem gleichnamigen Film mit Anthony Quinn Autoren: Frank De Vol, Holland–Dozier–Holland                                                |                                                                                      |
| 1967 | Reflections                                                              | — | — | UK5 (14 Wo.)UK | US2 (11 Wo.)US | R&B4 (10 Wo.)R&B | — | Erstveröffentlichung: 24. Juli 1967 Diana Ross and the Supremes Autoren: Holland–Dozier–Holland                                                                               |                                                                                      |
| 1967 | In and Out of Love Reflections                                           | — | — | UK13 (13 Wo.)UK | US9 (8 Wo.)US | R&B16 (6 Wo.)R&B | — | Erstveröffentlichung: 25. Oktober 1967 Diana Ross and the Supremes Autoren: Holland–Dozier–Holland                                                                            |                                                                                      |
| 1968 | Forever Came Today Reflections                                           | — | — | UK28 (8 Wo.)UK | US28 (9 Wo.)US | R&B17 (8 Wo.)R&B | — | Erstveröffentlichung: 29. Februar 1968 Diana Ross and the Supremes Autoren: Holland–Dozier–Holland                                                                            |                                                                                      |
| 1968 | Some Things You Never Get Used To Love Child                             | — | — | UK34 (6 Wo.)UK | US30 (7 Wo.)US | R&B43 (3 Wo.)R&B | — | Erstveröffentlichung: 21. Mai 1968 Diana Ross and the Supremes Autoren: Nickolas Ashford, Valerie Simpson                                                                     |                                                                                      |
| 1968 | Love Child                                                               | — | CH7 (3 Wo.)CH | UK15 (14 Wo.)UK | US1 (16 Wo.)US | R&B2 (13 Wo.)R&B | — | Erstveröffentlichung: 30. September 1968 Diana Ross and the Supremes Autoren: Deke Richards, Frank Wilson, Pam Sawyer, R. Dean Taylor                                         |                                                                                      |
| 1968 | I’m Gonna Make You Love Me –                                             | — | — | UK3 (12 Wo.)UK | US2 Platin · (13 Wo.)US | R&B2 (12 Wo.)R&B | — | Erstveröffentlichung: 21. November 1968 Diana Ross and the Supremes mit The Temptations Autoren: Kenny Gamble, Jerry Ross Original: Dee Dee Warwick, 1966                     |                                                                                      |
| 1969 | I’m Livin’ in Shame Let the Sunshine In                                  | — | — | UK14 (10 Wo.)UK | US10 (8 Wo.)US | R&B8 (6 Wo.)R&B | — | Erstveröffentlichung: 6. Januar 1969 Diana Ross and the Supremes Autoren: Pam Sawyer, R. Dean Taylor                                                                          |                                                                                      |
| 1969 | I’ll Try Something New –                                                 | — | — | — | US25 (7 Wo.)US | R&B8 (7 Wo.)R&B | — | Erstveröffentlichung: 20. Februar 1969 Diana Ross and the Supremes mit The Temptations Autor: Smokey Robinson                                                                 |                                                                                      |
| 1969 | The Composer Let the Sunshine In                                         | — | — | — | US27 (6 Wo.)US | R&B21 (4 Wo.)R&B | — | Erstveröffentlichung: 27. März 1969 Diana Ross and the Supremes Autor: Smokey Robinson                                                                                        |                                                                                      |
| 1969 | No Matter What Sign You Are Let the Sunshine In                          | — | — | UK37 (7 Wo.)UK | US31 (6 Wo.)US | R&B17 (7 Wo.)R&B | — | Erstveröffentlichung: 9. Mai 1969 Diana Ross and the Supremes Autoren: Berry Gordy, Henry Cosby                                                                               |                                                                                      |
| 1969 | The Young Folks Cream of the Crop                                        | — | — | — | US69 (5 Wo.)US | — | — | Erstveröffentlichung: Juli 1969 Diana Ross and the Supremes Autoren: Allen Story, George Gordy                                                                                |                                                                                      |
| 1969 | The Weight Together                                                      | — | — | — | US46 (5 Wo.)US | R&B33 (4 Wo.)R&B | — | Erstveröffentlichung: 21. August 1969 Diana Ross and the Supremes mit The Temptations Autor: Robbie Robertson Original: The Band, 1968                                        |                                                                                      |
| 1969 | I Second That Emotion Join the Temptations                               | — | — | UK18 (8 Wo.)UK | — | — | — | Erstveröffentlichung: 5. September 1969 Diana Ross and the Supremes mit The Temptations Autoren: Al Cleveland, Smokey Robinson Original: Smokey Robinson & the Miracles, 1967 |                                                                                      |
| 1969 | Someday We’ll Be Together –                                              | — | — | UK13 (13 Wo.)UK | US1 Platin · (16 Wo.)US | R&B1 (15 Wo.)R&B | — | Erstveröffentlichung: 14. Oktober 1969 Diana Ross and the Supremes Autoren: Johnny Bristol, Jackie Beavers, Harvey Fuqua Original: Johnny Bristol und Jackey Beaver, 1961     |                                                                                      |
| 1970 | Up the Ladder to the Roof Right On                                       | — | — | UK6 (15 Wo.)UK | US10 (11 Wo.)US | R&B5 (13 Wo.)R&B | — | Erstveröffentlichung: 16. Februar 1970 Autor: Vincent DiMirco |                                                                                      |
| 1970 | Why (Must We Fall in Love) Together                                      | — | — | UK31 (7 Wo.)UK | — | — | — | Erstveröffentlichung: 13. März 1970 Diana Ross and the Supremes mit The Temptations Autoren: Deke Richards, Sherlie Matthews                                                  |                                                                                      |
| 1970 | Everybody’s Got the Right to Love Right On                               | — | — | — | US21 (11 Wo.)US | R&B11 (10 Wo.)R&B | — | Erstveröffentlichung: 25. Juni 1970 Autor: Lou Stallman |                                                                                      |
| 1970 | Stoned Love New Ways but Love Stays                                      | — | — | UK3 (13 Wo.)UK | US7 (14 Wo.)US | R&B1 (14 Wo.)R&B | — | Erstveröffentlichung: 15. Oktober 1970 Autoren: Frank Wilson, Yennik Samoht                                                                                                   |                                                                                      |
| 1970 | River Deep, Mountain High The Magnificent 7                              | — | — | UK11 (10 Wo.)UK | US14 (10 Wo.)US | R&B7 (9 Wo.)R&B | — | Erstveröffentlichung: 5. November 1970 mit The Four Tops Autoren: Ellie Greenwich, Jeff Barry, Phil Spector Original: Ike & Tina Turner, 1966                                 |                                                                                      |
| 1971 | Nathan Jones Touch                                                       | — | — | UK5 (11 Wo.)UK | US16 (10 Wo.)US | R&B8 (9 Wo.)R&B | — | Erstveröffentlichung: 15. April 1971 Autoren: Kathy Wakefield, Leonard Caston                                                                                                 |                                                                                      |
| 1971 | You Gotta Have Love in Your Heart The Return of the Magnificent Seven    | — | — | UK25 (10 Wo.)UK | US55 (5 Wo.)US | R&B41 (4 Wo.)R&B | — | Erstveröffentlichung: 11. Mai 1971 mit The Four Tops Autoren: Dino Fekaris, Nick Zesses                                                                                       |                                                                                      |
| 1971 | Touch                                                                    | — | — | — | US71 (4 Wo.)US | — | — | Erstveröffentlichung: 7. September 1971 Autoren: Pam Sawyer, Frank Wilson |                                                                                      |
| 1972 | Floy Joy                                                                 | — | — | UK9 (10 Wo.)UK | US16 (12 Wo.)US | R&B5 (12 Wo.)R&B | — | Erstveröffentlichung: 14. Dezember 1971 Autor: Smokey Robinson |                                                                                      |
| 1972 | Automatically Sunshine Floy Joy                                          | — | — | UK10 (9 Wo.)UK | US37 (9 Wo.)US | R&B21 (8 Wo.)R&B | — | Erstveröffentlichung: 11. April 1972 Autor: Smokey Robinson |                                                                                      |
| 1972 | Your Wonderful, Sweet Sweet Love Floy Joy                                | — | — | — | US59 (8 Wo.)US | R&B22 (7 Wo.)R&B | — | Erstveröffentlichung: 11. Juli 1972 Autor: Smokey Robinson |                                                                                      |
| 1972 | I Guess I’ll Miss the Man –                                              | — | — | — | US85 (7 Wo.)US | — | — | Erstveröffentlichung: 15. September 1972 Autor: Stephen Schwartz |                                                                                      |
| 1973 | Bad Weather Greatest Hits (1974)                                         | — | — | UK37 (4 Wo.)UK | US87 (1 Wo.)US | R&B74 (2 Wo.)R&B | — | Erstveröffentlichung: 22. März 1973 Autoren: Stevie Wonder, Ira Tucker, Jr.                                                                                                   |                                                                                      |
| 1974 | Baby Love –                                                              | — | — | UK12 (10 Wo.)UK | — | — | — | Wiederveröffentlichung: 9. August 1974 |                                                                                      |
| 1975 | He’s My Man –                                                            | — | — | — | — | R&B69 (6 Wo.)R&B | — | Erstveröffentlichung: 12. Juni 1975 Autoren: Greg Wright, Karin Patterson |                                                                                      |
| 1975 | Where Do I Go from Here The Supremes                                     | — | — | — | — | R&B93 (1 Wo.)R&B | — | Erstveröffentlichung: Oktober 1975 Autoren: Brian Holland, Edward Holland, Jr.                                                                                                |                                                                                      |
| 1976 | I’m Gonna Let My Heart Do the Walking –                                  | — | — | — | US40 (13 Wo.)US | R&B25 (12 Wo.)R&B | Dance3 (12 Wo.)Dance | Erstveröffentlichung: 16. März 1976 Autoren: Harold Beatty, Brian Holland, Edward Holland, Jr.                                                                                |                                                                                      |
| 1976 | High Energy                                                              | — | — | — | — | — | Dance9 (4 Wo.)Dance | Erstveröffentlichung: Mai 1976 Autoren: Harold Beatty, Brian Holland, Edward Holland, Jr.                                                                                     |                                                                                      |
| 1976 | You’re My Driving Wheel Mary, Scherrie & Susaye                          | — | — | — | US85 (5 Wo.)US | R&B50 (11 Wo.)R&B | Dance5 a (17 Wo.)Dance | Erstveröffentlichung: 30. September 1976 Autoren: Harold Beatty, Brian Holland, Reginald Brown, Stafford Floyd                                                                |                                                                                      |
| 1976 | Let Yourself Go Mary, Scherrie & Susaye                                  | — | — | — | — | R&B83 (4 Wo.)R&B[Dance: ↑] | Dance5 a (17 Wo.)Dance | Erstveröffentlichung: November 1976 Autoren: Harold Beatty, Brian Holland, Edward Holland, Jr.                                                                                |                                                                                      |
| 1976 | Love I Never Knew Mary, Scherrie & Susaye                                | — | — | — | — | —[Dance: ↑] | Dance5 a (17 Wo.)Dance | Erstveröffentlichung: November 1976 Autoren: Brian Holland, Richard Davis, Ronald Brown, Stafford Floyd                                                                       |                                                                                      |
| 1980 | Medley of Hits –                                                         | — | — | — | — | — | Dance46 (16 Wo.)Dance | Erstveröffentlichung: März 1980 Diana Ross and the Supremes |                                                                                      |

grau schraffiert: keine Chartdaten aus diesem Jahr verfügbar
Weitere Singles
- 1960: Tears of Sorrow (als The Primettes)
- 1961: I Want a Guy
- 1961: Buttered Popcorn
- 1963: My Heart Can’t Take It No More
- 1965: The Only Time I’m Happy
- 1965: Children’s Christmas Song
- 1991: Supremes Medley
- 1991: Hit & Miss
- 2005: Honey Bee (Keep On Stinging Me)
- 2010: My World Is Empty Without You (Reggae Remix – Dumplin Riddim)
- 2011: Back by Popular Demand (mit The Originals)

## Videoalben
| Jahr | Titel Musiklabel Katalog-Nr.                       | Höchstplatzierung, Gesamtwochen, AuszeichnungChartplatzierungen (Jahr, Titel, Musiklabel Katalog-Nr., Platzierungen, Wochen, Auszeichnungen, Anmerkungen) | Höchstplatzierung, Gesamtwochen, AuszeichnungChartplatzierungen (Jahr, Titel, Musiklabel Katalog-Nr., Platzierungen, Wochen, Auszeichnungen, Anmerkungen) | Höchstplatzierung, Gesamtwochen, AuszeichnungChartplatzierungen (Jahr, Titel, Musiklabel Katalog-Nr., Platzierungen, Wochen, Auszeichnungen, Anmerkungen) | Höchstplatzierung, Gesamtwochen, AuszeichnungChartplatzierungen (Jahr, Titel, Musiklabel Katalog-Nr., Platzierungen, Wochen, Auszeichnungen, Anmerkungen) | Anmerkungen                                                       |
| Jahr | Titel Musiklabel Katalog-Nr.                       | DE | UK | US | R&B | Anmerkungen                                                       |
| ---- | -------------------------------------------------- | --- | --- | --- | --- | ----------------------------------------------------------------- |
| 2006 | Reflections: The Definitive Performances 1964–1969 | — | UK30 (3 Wo.)UK | US— PlatinUS | — | Erstveröffentlichung: 29. August 1967 Diana Ross and the Supremes |

Weitere Videoalben
- 2003: Greatest Hits
- 2004: The Temptations & the Supremes (mit The Temptations)
- 2009: In Concert: The Happening
- 2011: The Best of the Supremes on the Ed Sullivan Show

## Promoveröffentlichungen
Promo-Singles
- 1965: Dr. Goldfoot and the Bikini Machine (Promo)
- 1966: Things Are Changing (Promo)

## Statistik

### Chartauswertung
|                     | DE    | UK     | US     | R&B      |
| ------------------- | ----- | ------ | ------ | -------- |
| Nummer-eins-Alben   | DE—DE | UK3UK  | US3US  | R&B7R&B  |
| Top-10-Alben        | DE—DE | UK6UK  | US8US  | R&B21R&B |
| Alben in den Charts | DE2DE | UK20UK | US36US | R&B36R&B |

|                       | DE    | CH    | UK     | US     | R&B      | Dance       |
| --------------------- | ----- | ----- | ------ | ------ | -------- | ----------- |
| Nummer-eins-Singles   | DE—DE | CH—CH | UK1UK  | US12US | R&B8R&B  | Dance—Dance |
| Top-10-Singles        | DE1DE | CH1CH | UK12UK | US19US | R&B24R&B | Dance3Dance |
| Singles in den Charts | DE5DE | CH1CH | UK30UK | US45US | R&B43R&B | Dance4Dance |

|                          | DE    | UK    | US    | R&B     |
| ------------------------ | ----- | ----- | ----- | ------- |
| Nummer-eins-Videoalben   | DE—DE | UK—UK | US—US | R&B—R&B |
| Top-10-Videoalben        | DE—DE | UK—UK | US—US | R&B—R&B |
| Videoalben in den Charts | DE—DE | UK1UK | US—US | R&B—R&B |

### Auszeichnungen für Musikverkäufe
| Goldene Schallplatte - Dänemark - 2024: für die Single You Can’t Hurry Love - Italien - 2023: für die Single You Can’t Hurry Love - Neuseeland - 1994: für das Album Anthology - Spanien - 2024: für die Single You Can’t Hurry Love | Platin-Schallplatte - Neuseeland - 1978: für das Album 20 Golden Greats - 2021: für die Single You Can’t Hurry Love - 2025: für das Album The No. 1’s |

Anmerkung: Auszeichnungen in Ländern aus den Charttabellen bzw. Chartboxen sind in ebendiesen zu finden.
| Land/RegionAuszeichnungen für Musikverkäufe (Land/Region, Auszeichnungen, Verkäufe, Quellen) | Silber     | Gold       | Platin     | Verkäufe  | Quellen                           |
| -------------------------------------------------------------------------------------------- | ---------- | ---------- | ---------- | --------- | --------------------------------- |
| Dänemark (IFPI)                                                                              | —          | Gold1      | —          | 45.000    | ifpi.dk                           |
| Italien (FIMI)                                                                               | —          | Gold1      | —          | 50.000    | fimi.it                           |
| Neuseeland (RMNZ)                                                                            | —          | Gold1      | 3× Platin3 | 72.500    | aotearoamusiccharts.co.nz NZ2 NZ3 |
| Spanien (Promusicae)                                                                         | —          | Gold1      | —          | 30.000    | elportaldemusica.es               |
| Vereinigte Staaten (RIAA)                                                                    | —          | 5× Gold5   | 3× Platin3 | 7.600.000 | riaa.com                          |
| Vereinigtes Königreich (BPI)                                                                 | 6× Silber6 | 3× Gold3   | 3× Platin3 | 2.580.000 | bpi.co.uk                         |
| Insgesamt                                                                                    | 6× Silber6 | 12× Gold12 | 9× Platin9 |           |                                   |